# Home to Mama
Home to Mama (укр. Додому до мами) — пісня канадського співака Джастіна Бібера і австралійського співака Коді Сімпсона, позначається як «JB X CS» (за ініціалами). Тільки в Японії пісня була видана як один з треків четвертого студійного альбому Бібера Purpose.

## Анонс
Влітку 2014 року Коді Сімпсон написав, що він був в студії разом з Джастіном Бібером, і що вони написали «красивий гітарний трек». У вересні того ж року в інтернеті з'явився 30-секундне відео як Бібер та Сімпсон у вітальні репетирують «Home to Mama», граючи на акустичних гітарах.

## Опис
Пісню було представлено 11 листопада 2014 року. В акустичній баладі розповідається про пошук ідеальної дівчини, з якою хочеться познайомити свою неньку.

## Чарти
| Чарт (2014–15)                   | Найвища позиція |
| -------------------------------- | --------------- |
| Норвегія (VG-lista)              | 21              |
| Швеція (Sverigetopplistan)       | 57              |
| Нідерланди (Mega Single Top 100) | 42              |

## Сертифікація
| Регіон                                                                                          | Сертифікація | Продажі |
| ----------------------------------------------------------------------------------------------- | ------------ | ------- |
| Данія (IFPI Denmark)                                                                            | Золотий      | 30.000^ |
| *продажі, що базуються лише на сертифікаціях ^відвантаження, що базуються лише на сертифікаціях |              |         |